# Dieynabou Diallo
Pour les articles homonymes, voir Diallo.
 (août 2023).
La mise en forme du texte ne suit pas les recommandations de Wikipédia : il faut le « wikifier ».
Les points d'amélioration suivants sont les cas les plus fréquents. Le détail des points à revoir est peut-être précisé sur la page de discussion.
- Les titres sont pré-formatés par le logiciel. Ils ne sont ni en capitales, ni en gras.
- Le texte ne doit pas être écrit en capitales (les noms de famille non plus), ni en gras, ni en italique, ni en « petit »…
- Le gras n'est utilisé que pour surligner le titre de l'article dans l'introduction, une seule fois.
- L'italique est rarement utilisé : mots en langue étrangère, titres d'œuvres, noms de bateaux, etc.
- Les citations ne sont pas en italique mais en corps de texte normal. Elles sont entourées par des guillemets français : « et ».
- Les listes à puces sont à éviter, des paragraphes rédigés étant largement préférés. Les tableaux sont à réserver à la présentation de données structurées (résultats, etc.).
- Les appels de note de bas de page (petits chiffres en exposant, introduits par l'outil «  Source ») sont à placer entre la fin de phrase et le point final[comme ça].
- Les liens internes (vers d'autres articles de Wikipédia) sont à choisir avec parcimonie. Créez des liens vers des articles approfondissant le sujet. Les termes génériques sans rapport avec le sujet sont à éviter, ainsi que les répétitions de liens vers un même terme.
- Les liens externes sont à placer uniquement dans une section « Liens externes », à la fin de l'article. Ces liens sont à choisir avec parcimonie suivant les règles définies. Si un lien sert de source à l'article, son insertion dans le texte est à faire par les notes de bas de page.
- La présentation des références doit suivre les conventions bibliographiques. Il est recommandé d'utiliser les modèles {{Ouvrage}}, {{Chapitre}}, {{Article}}, {{Lien web}} et/ou {{Bibliographie}}. Le mode d'édition visuel peut mettre en forme automatiquement les références.
- Insérer une infobox (cadre d'informations à droite) n'est pas obligatoire pour parachever la mise en page.

Pour une aide détaillée, merci de consulter Aide:Wikification.
Si vous pensez que ces points ont été résolus, vous pouvez retirer ce bandeau et améliorer la mise en forme d'un autre article.
Dieynabou Diallo, aussi dite Coach Dieyna ou Commando, est une sportive sénégalaise spécialiste des arts martiaux. Elle pratique de manière professionnelle et amatrice la boxe anglaise, le Taek won do, le Krav Maga, le Kung-fu et le MMA.

## Enfance et découverte du sport
Née en 1993 à Dakar au Sénégal dans la banlieue de Yeumbeul, elle découvre le Taek won do à l'âge de dix ans alors qu'aucun membre de sa famille ne pratiquait d'art martial. N'ayant pas les moyens de payer l'inscription à la salle de Taek won do, elle propose à son futur maître de venir plus tôt que les autres élèves pour nettoyer la salle avant le cours. Après qu'elle lui ait montré sa grande détermination, celui-ci accepte de l'accueillir dans le cours pour un prix plus modéré. C'est ainsi que Dieynabou Diallo commence les sports de combats, et casse les codes de sports encore stéréotypés comme masculins.Adolescente, elle parvient à s'opposer à un mariage forcé.

## Carrière

### La pratique et l'enseignement du Taek won do
Dieynabou Diallo est maître de Taek won do. En 2008 elle a ouvert le centre Team Yading Horizon à Yeumbeul, le quartier où elle a grandi, pour former les enfants et les adolescents au Taek won do. Enseigner aux jeunes filles à se défendre et à prendre confiance en elles lui tient particulièrement à cœur.
Membre du club Keur samaritaine, elle a remporté en 2015 la médaille d'argent de Taekwondo.

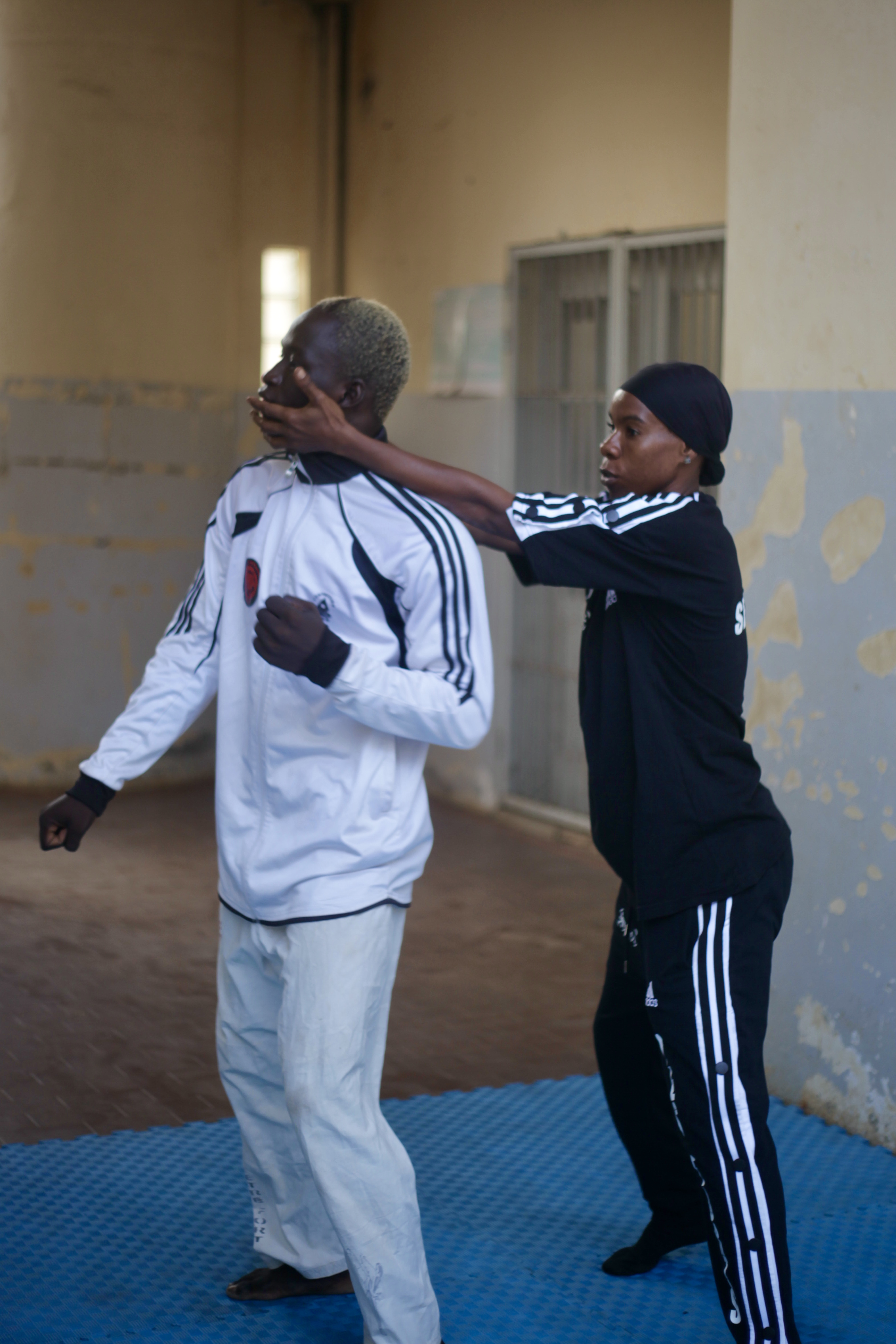
Dieynabou Diallo pendant un cours de Taekwondo à Yading

### Garde rapprochée et Krav Maga
En 2016, Dieynabou Diallo a suivi une formation à la garde rapprochée selon les techniques du Krav Maga. Depuis 2019 elle est elle-même formatrice. En 2020, elle est devenue assistante supérieure du Krav Maga Military Defensive Tactics System of Special Forces Units dans la salle Krav Maga Sénégal.
Entre 2021 et 2022, elle a animé plusieurs émissions de Self-Défense pour la chaîne sénégalaise LTC (La Télé Citoyenne) : 
- « Tentative de viol : Comment se défendre (Self Défense avec coach Dieynabou) »[3]
- « Self Défense avec Coach Dieynabou – Comment se défendre face aux voleurs en scooter »[4]
- « Self Défense - Comment se défendre d'une attaque au couteau »[5]

### Championne d'Afrique de Boxe anglaise
Dieynabou Diallo est membre de l'équipe sénégalaise de boxe et du Dakar Boxing Club. Pour 1,66 m et 57 kg, Dieynabou Diallo combat dans la catégorie Poids plume.
En 2017 elle a remporté la médaille de bronze des Championnats d'Afrique de boxe amateur (17-25 juin 2017, Congo Brazzaville).
En 2022 elle participe aux championnats d'Afrique zone 2 (31 mars - 8 avril, Freetown, Sierra Leone)
Le Kung-fu :
Durant sa carrière Dieynabou Diallo a aussi été championne du Sénégal de Kung-fu.
En 2018 elle a remporté la médaille d'or du Sénégal de Kung-fu shaolin.
En 2019 elle a remporté la médaille de bronze du Sénégal de Kung-fu.

## Palmarès en boxe anglaise

### Professionnel
- Combats : 20
- Victoires : 19
- Victoires par KO : 0
- Défaites : 1
- Sans décision : 1

### Amateur
- Combats : 15
- Victoires : 14
- Victoires par KO : 0
- Défaites : 1
- Sans décision : 3

### Titres amateurs
- 2017 : Médaillée de bronze aux African Boxing Championships
- 2018 : Médaillée au Championnat d'Afrique de boxe anglaise
- 2022 : 17e rang mondial du championnat de boxe anglaise - Turquie
- 2022 : Médaillée zone 2 de boxe anglaise - Sierra Leone